# Questa volta ti faccio ricco!
Questa volta ti faccio ricco! è un film del 1974 diretto da Gianfranco Parolini.

## Trama
Joe Esposito e Brad McCoy sono stati assunti da Giorgiakis come guardie del corpo e anche spacciatori di droga, per via della prestanza fisica, ma si trovano sotto pressione inaspettata con un deposito di droga da proteggere da una banda capeggiata da mr. Wong, boss della Triade.